# Cerro Azul (Misiones)

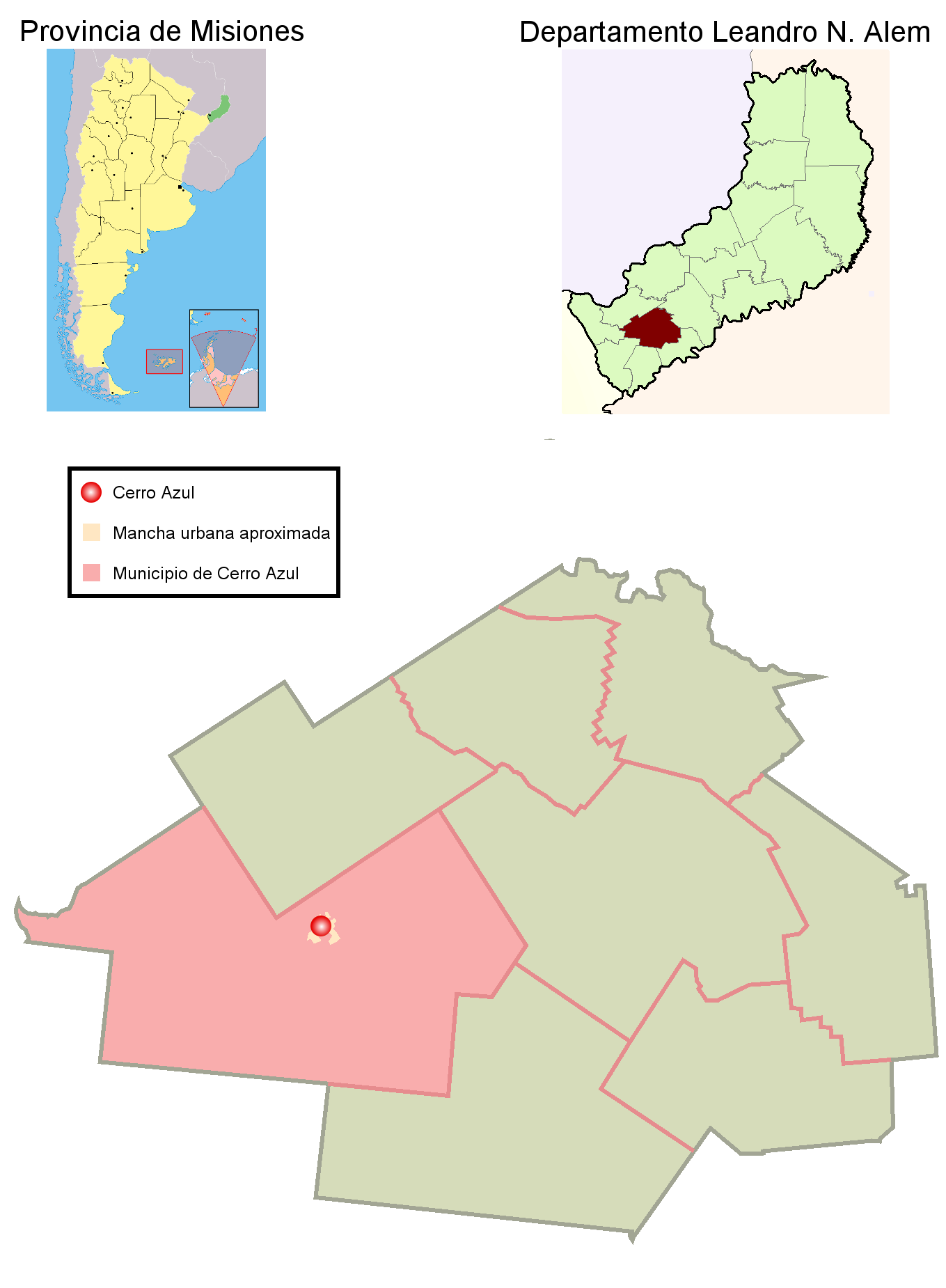
Municipio, localidad y mancha urbana de Cerro Azul en el departamento Leandro N. Alem.

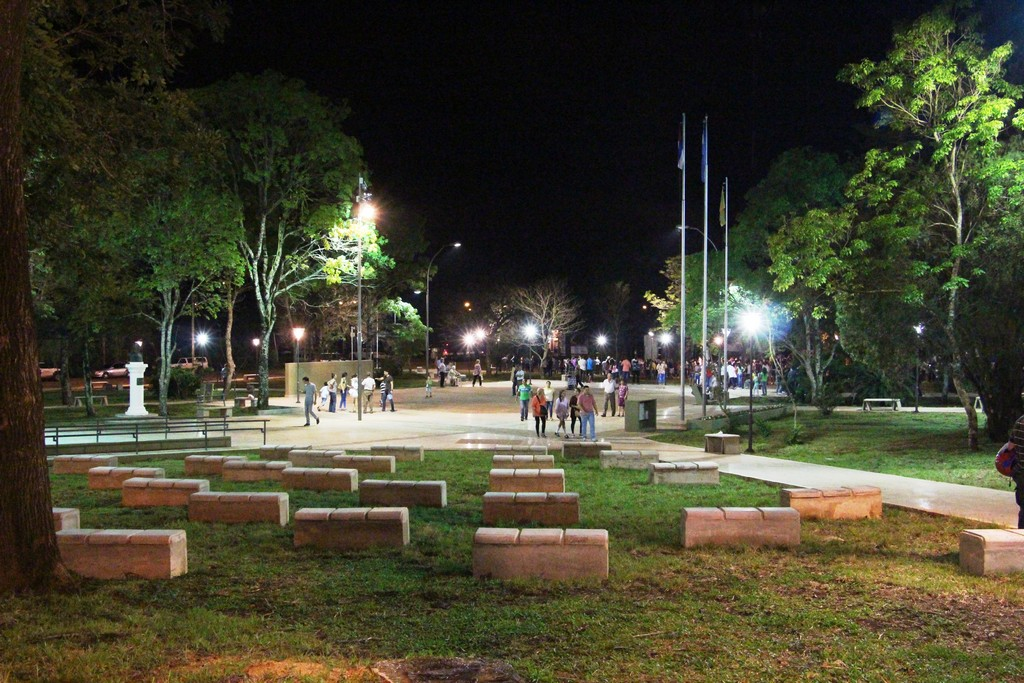
Plaza principal de Cerro Azul.

Cerro Azul es una ciudad argentina de la provincia de Misiones ubicado dentro del departamento departamento Leandro N. Alem.  
La localidad se inició como una colonia de alemanes, checos, eslovacos, ucranianos y polacos que se dedicaron al cultivo de tabaco y yerba mate, para el cual cuenta con un secadero ya desde comienzos del XX. Con el tiempo las plantaciones de durazno fueron creciendo, lo que sumado a la planta procesadora del fruto la convirtieron en la Capital Provincial del Durazno.
El asfaltado de la ruta Nacional N.º 14 en los años 1990 fue vital para la conexión con el resto de la provincia e incrementó el movimiento económico en la localidad. Al igual que la finalización de la Ruta Provincial 3.
Tiene una emisora de radio en FM: Radioestación Azul, 106.9 MHz. y en esa ciudad tiene su base el sitio web informativo.com.ar

## Población
El censo del año 2022 refleja una población de 6.024 habitantes, concentrándose 4.000  habitantes en la población urbana. La población femenina supera la masculina. Esta cifra la sitúa como la localidad más poblada del departamento detrás de la cabecera Leandro N. Alem.

## Festividades
En este Municipio se festeja la Fiesta Provincial del Durazno. También se realiza aquí la fiesta provincial del apicultor, donde se elige a la reina abeja.

## Reservas Naturales
En el centro del pueblo se encuentra el Salto La Gloria, ahora dentro del Eco-Lodge de UDPM. Hay un sistema de pasarelas que permite apreciar el salto. 

## Estación Experimental Agropecuaria Cerro Azul del INTA
La ciudad posee la una estación experimental agropecuaria perteneciente al Instituto Nacional de Tecnología Agropecuaria. La Estación Experimental Agropecuaria Cerro Azul, es una de las EEAs del Instituto Nacional de Tecnología Agropecuaria. Fue creada el 20 de junio de 1931 por decreto del Poder Ejecutivo Nacional, pero empezó a funcionar a mediados de 1934. La EEA cuenta con un Campo Experimental y dos Campos Anexos, que suman 550 hectáreas. Alrededor de 280 hectáreas están ocupadas con cultivos perennes (yerba mate, té, forestales), anuales y bienales (maíz, poroto, soja, mandioca). También cuenta con potreros y sistemas foresto ganaderos.

## Parroquias de la Iglesia católica en Cerro Azul
| Diócesis  | Posadas             |
| --------- | ------------------- |
| Parroquia | San Miguel Arcángel |